# داجل، راجن‌پور
داجل (به انگلیسی: Dajal) یک منطقهٔ مسکونی در پاکستان است که در بخش دیر غازی خان واقع شده‌است. داجل ۷۰٬۰۰۰ نفر جمعیت دارد و ۱۲۰ متر بالاتر از سطح دریا واقع شده‌است.